# Pterophorus ivae
Pterophorus ivae is een vlinder uit de familie vedermotten (Pterophoridae). De wetenschappelijke naam van de soort is voor het eerst geldig gepubliceerd in 1960 door Kasy.